# 矢野紗也佳
矢野 紗也佳（やの さやか、1999年4月27日 - ）は、日本の女子バスケットボール選手である。ポジションはシューティングガード。

## 来歴
神奈川県出身。
岐阜女子高校で高校三冠獲得後、日体大でインカレベスト8を経験。
2022年、新潟アルビレックスBBラビッツにアーリーエントリーを経て加入。
2023年、退団。